# The Condemned 2
The Condemned 2 (também conhecido como The Condemned 2: Desert Prey) é um filme de ação produzido nos Estados Unidos, dirigido por Roel Reiné e lançado em 2015 pela WWE Studios. Foi protagonizado por Randy Orton, Eric Roberts e Wes Studi. Trata-se da sequência do filme The Condemned, que foi lançado em 2007.